# Pseudotracylla dentata
Pseudotracylla dentata är en svampart som beskrevs av B. Sutton & Hodges 1976. Pseudotracylla dentata ingår i släktet Pseudotracylla, divisionen sporsäcksvampar och riket svampar.   Inga underarter finns listade i Catalogue of Life.